# Isabela z Blois
Isabela z Blois (? – 1248/1249) byla sňatkem paní z Amboise a od roku 1218 ve svém vlastním právu hraběnkou z Chartres. Založila tři cisterciácké domy pro jeptišky. Dvakrát ovdověla, její dědičkou se stala dcera Matylda.

## Původ a rodina
Isabela (nebo také Alžběta) se narodila někdy před rokem 1180. Náležela k nejvyšší francouzské šlechtě. Narodila se jako nejmladší dcera hraběte Theobalda V. z Blois a jeho manželky Adély, mladší dcery krále Ludvíka VII. Francouzského a jeho první manželky Eleonory Akvitánské. Mezi její sourozence patřili hrabě Ludvík z Blois, hraběnka Markéta z Blois a Alice, která byla v letech 1209 až 1218 abatyší kláštera Fontevrault.
Isabela se dvakrát provdala. Poprvé v roce 1190, kdy se jejím manželem stal Sulpice III. z Amboise. Měli spolu šest dětí: Huga, Matyldu, Jana, Viléma, Alici a Dionysii. Někdy před rokem 1209 spolu manželé založili cisterciácké převorství Moncé. Když Sulpice mezi lety 1214 a 1218 zemřel, zdědil Amboise nejstarší syn Hugo. Kolem roku 1237 se stala jeho následnicí sestra Matylda. Osudy čtyř mladších dětí Sulpice a Isabely nejsou známé. Isabela dala Moncé dary za spásu Sulpicovi duše, obdarovala také tamního kněze, aby denně sloužil mši. V roce 1218 se provdala za Jana II., pána z Montmirail a Oisy. Není známo, že by manželé měli potomky.

## Hraběnka
Když v roce 1218 zemřel Isabelin synovec Theobald VI. z Blois bez dědiců, byla jeho hrabství rozdělena mezi jeho tety. Podnět k rozdělení přišel od francouzského krále Filipa II. Starší Markéta obdržela Blois, mladší Isabela Chartres. Její manžel Jan složil králi lenní slib, za který král v srpnu potvrdil Isabelino následnictví v hrabství. V červenci 1221 jí dal její bratranec Vilém II. z Perche Montigny-le-Chartif.
V roce 1222 Isabela s manželem Janem založila na svém pozemku v kastelánii Romorantin cisterciácký ženský klášter Lieu-Notre-Dame. Toto založení leželo na okraji bažinaté divočiny známé jako Sologne a jeptišky dostaly 36 arpentů, aby je kultivovaly. V roce 1232 dala Isabelina dcera Matylda s manželem Richardem II. z Beamontu jeptiškám dalších 100 arpentů zdarma, pod podmínkou, že oblast zkultivují.
V roce 1226 založila Isabela s manželem, za pomoci biskupa z Chartres a benediktinského opata ze Saint-Père-en-Vallée, cisterciácký ženský klášter v Notre-Dame de l'Eau, na pozemku zakoupeném od lady Adeline z Ver. Isabeliny listiny pro Lieu jsou dobře zachovány v kopiáři sestaveném v roce 1269 nebo 1270, ale mnoho z těch pro Eau bylo ztraceno při požáru v 16. století. Zachovalo se 92 listin pro Lieu a 35 pro Eau. Kromě svých vlastních základů byla Isabela štědrá i k dalším domům, které upřednostňovala její rodina. Poskytla nebo potvrdila dary pro opatství Saint-Antoine-des-Champs, La Trappe, Barbeau, Vaucelles, Clairets a La Madeleine de Châteaudun, stejně tak pro chudobinec v Châteaudunu a leprosárium v Grand-Beaulieu.
V roce 1226 zemřel Isabelin bratranec Vilém z Perche a na „podporu chudých“ zanechal Isabele svůj podíl na příjmu z mlýnů v Chartres. Podíl odkázala klášteře v Eau. Isabelin druhý manžel zemřel v roce 1238 nebo 1239. Pro jeho duši dala 435 tournoiských litrů jako almužnu pro chudé.
V roce 1241 zemřela její neteř hraběnka Marie z Blois a přenechala celý svůj majetek, včetně hrabství Blois, svému manželovi, hraběti Hugovi, a Isabele. Hugo si udržel kontrolu. V roce 1247 Isabela sepsala závěť a potvrdila všechny své předchozí dary Lieu. Dotovala tam také kapli pro každodenní mše za sebe, svou rodinu a jsou sestřenici, francouzskou královnu Blanku. V roce 1248 koupila zpět majetek v Saugirard, který její bratr před rokem 1205 daroval opatství Barzelle, a daroval jej jeptiškám z Lieu.
Isabela zemřela v roce 1248 nebo 1249. Její následnicí se stala její ovdovělá dcera Matylda.